# انتخابات ریاست‌جمهوری مصر (۲۰۱۲)
انتخابات یازدهمین دورهٔ ریاست‌جمهوری مصر دور نخستش در ۲ و ۳ خرداد ۱۳۹۱ در مصر برگزار شد و دور دومش هم ۲۷ و ۲۸ خرداد برگزار شد.
البته انتخابات خارج از کشور هر دور به طول یک هفته و حدود دو هفته پیش از انتخابات درون کشور هر دور است.
در این انتخابات محمد مرسی نامزد اسلامگرای حزب آزادی و عدالت وابسته به اخوان‌المسلمین مصر به پیروزی رسید. نتایج رسمی انتخابات یک هفته پس از انتخابات یکشنبه ۴ تیر اعلام شد.
این انتخابات پس از سرنگونی نظام حسنی مبارک در انقلاب مصر نخستین انتخابات ریاست‌جمهوری است که به حکومت شورای عالی نیروهای مسلح مصر (دست‌نشاندگان مبارک) پایان داد. شورای نظامی ۱۰ تیر قدرت را تحویل رئیس‌جمهوری مصر داد.
انتخابات نقشی به‌سزا در آیندهٔ مصر خواهد داشت. رئیس‌جمهور نیمی از اعضای مجلس مؤسسان قانون اساسی مصر را برخواهدگزید. نقش او در آیندهٔ روابط مصر و اسرائیل و قانون اساسی تازهٔ مصر مؤثر بود.

## شرایط
شرایط نامزدان ۱۰ بهمن ۱۳۹۰ منتشر شد.
نامزدان باید مصری باشند و پدر و مادرشان نیز مصری باشند و حتی تابعیت دوگانه نیز نداشته‌باشند. همسرشان نیز نباید خارجی باشد.
همچنین باید ۳۰ تن از نمایندگان یا ۳۰٬۰۰۰ واجد رای دادن ازشان حمایت کرده‌باشند.

## نامزدان
نامزدان حزب چند دستهٔ اصلی اند. یک دسته اسلام‌گرایان اند که اکثریت قاطع مجلس نمایندگان و مجلس مشورتی را در اختیار دارند.
دستهٔ دیگر اطرافیان و افراد وابسته و نیمه‌وابسته به نظام پیشین اند. طبق قانونی که مجلس نمایندگان مصر تصویب کرده‌است اطرافیان مبارک نمی‌توانند تا ده سال در فعالیت‌های سیاسی شرکت کنند.
دستهٔ سوم نیز مخالفان دیگر نظام اند که غالباً لیبرال یا جامعه‌گرای اند.
سرانجام در تاریخ ۷ اردیبهشت کارگروه انتخابات اعلام کرد که ۱۳ نامزد موفق شدند به رقابت نهایی راه یابند:
1. عبدالمنعم ابوالفتوح
2. عبدالله اشعل (حزب اصالت)
3. هشام بسطویسی (ائتلاف ملی پیشرفت متحد)
4. ابوالعز حریری (ائتلاف انقلاب ادامه دارد)
5. محمود حسام‌الدین
6. حسام خیرالله (حزب سلامت مردم‌سالاری)
7. احمد شفیق
8. حمدین صباحی
9. خالد علی
10. محمد سلیم عوا
11. محمد عبدالفتاح فوزی (حزب نسل مردم‌سالاری)
12. محمد مرسی (حزب آزادی و عدالت)
13. عمرو موسی[۳][۴]

### نامزدان سرشناس
| تصویر | نامزد               | توضیحات                                                                                          | مرام                       |
| ----- | ------------------- | ------------------------------------------------------------------------------------------------ | -------------------------- |
|       | عبدالمنعم ابوالفتوح | دبیرکل اتحادیهٔ پزشکی عرب و عضو پیش دفتر راهبری اخوان‌المسلمین                                     | محافظه‌کار اسلام‌گرا         |
|       | خالد علی            | وکیل و فعال کارگری رئیس پیش مرکز حقوق اقتصادی و اجتماعی مصر از بنیادگذاران مرکز حقوقی هشام مبارک | جامعه‌گرای لیبرال، حقوق بشر |
|       | محمد سلیم عوا       | دبیرکل اتحادیهٔ بین‌المللی عالمان مسلمان رئیس انجمن فرهنگ و گفتگوی مصر                             | محافظه‌کار اسلام‌گرا         |
|       | هشام بسطویسی        | دادرس مصری معاون رئیس دیوان رسیدگی مصر نامزد حزب اتحاد پیشرفت ملی                                | جامعه‌گرای لیبرال           |
|       | ابوالعز حریری       | نمایندهٔ ائتلاف انقلاب ادامه دارد و نامزد حزب ائتلاف مردمی جامعه‌گرا                               | چپ‌گرا                      |
|       | محمد مرسی           | فرنشین حزب آزادی و عدالت اخوان‌المسلمین مصر و جایگزین خیرت شاطر                                   | محافظه‌کار اسلام‌گرا         |
|       | عمرو موسی           | دبیرکل پیشین اتحادیه عرب و وزیر خارجهٔ قبلی مصر                                                   | میانه‌گرا                   |
|       | حمدین صباحی         | رهبر حزب طرفدار جمال عبدالناصر کرامت.                                                            | جامعه‌گرای جمال عبدالناصری  |
|       | احمد شفیق           | فرمانده نیروی هوایی و نخست‌وزیر پیش حسنی مبارک.                                                   | لیبرال                     |

### ردصلاحیت‌شدگان
| تصویر     | نامزد                                       | توضیحات                                         | مرام             |
| --------- | ------------------------------------------- | ----------------------------------------------- | ---------------- |
|           | حازم صلاح ابواسماعیل                        | نامزد سلفی حزب نور بسیار محافظه‌کار.             | اسلام‌گرای سلفی   |
|           | ایمن نور                                    | بنیادگذار حزب لیبرال غد و رهبر حزب فردای انقلاب | لیبرال           |
| خیرت شاطر | نامزد اصلی و عضو بلندپایهٔ اخوان‌المسلمین مصر | اسلام‌گرای محافظه‌کار                             |                  |
|           | عمر سلیمان                                  | رئیس دستگاه اطلاعاتی حسنی مبارک                 | میانه‌گرای ملی‌گرا |

### کناره‌گرفتگان
| تصویر | نامزد       | توضیحات                              | مرام     |
| ----- | ----------- | ------------------------------------ | -------- |
|       | محمد برادعی | دبیرکل پیش دفتر بین‌المللی انرژی اتمی |          |
|       | باسم خفاجی  | اندیشمند مسلمان                      | اسلام‌گرا |
|       | منصور حسن   | وزیر پیش فرهنگ و اطلاع‌رسانی          |          |

## نتیجه

### دور نخست
| حوزه‌هایی که محمد مرسی به پیروزی رسیده‌است           |
| حوزه‌هایی که احمد شفیق به پیروزی رسیده‌است           |
| حوزه‌هایی که حمدین صباحی به پیروزی رسیده‌است         |
| حوزه‌هایی که عبدالمنعم ابوالفتوح به پیروزی رسیده‌است |
| حوزه‌هایی که عمرو موسی به پیروزی رسیده‌است           |

| استان | محمد مرسی | ٪     | احمد شفیق | ٪     | حمدین صباحی | ٪     | عبدالمنعم ابوالفتوح | ٪     | عمرو موسی | ٪     | دیگر    | ٪     | مجم‍وع       |
| --- | --------- | ----- | --------- | ----- | ----------- | ----- | ------------------- | ----- | --------- | ----- | ------- | ----- | ---------- |
| اسوان | ۶۰٬۴۹۵    | ۲۳٫۱۳ | ۴۵٬۸۲۴    | ۱۷٫۵۲ | ۴۱٬۶۸۶      | ۱۵٫۹۴ | ۴۴٬۸۰۱              | ۱۷٫۱۳ | ۵۹٬۷۹۰    | ۲۲٫۸۶ | ۸٬۹۲۷   | ۳٫۴۱  | ۲۶۱٬۵۲۳    |
| اسیوط | ۱۹۴٬۸۰۳   | ۳۲٫۶۲ | ۱۶۳٬۵۴۶   | ۲۷٫۳۹ | ۵۲٬۵۶۳      | ۸٫۸۰  | ۱۱۷٬۵۴۶             | ۱۹٫۶۹ | ۵۱٬۴۶۰    | ۸٫۶۲  | ۱۷٬۲۱۵  | ۲٫۸۸  | ۵۹۷٬۱۳۳    |
| اقصر | ۴۴٬۷۳۱    | ۲۱٫۸۶ | ۴۷٬۴۳۲    | ۲۳٫۱۸ | ۳۲٬۷۷۱      | ۱۶٫۰۱ | ۳۸٬۶۲۷              | ۱۸٫۸۸ | ۳۴٬۸۴۳    | ۱۷٫۰۳ | ۶٬۲۲۹   | ۳٫۰۴  | ۲۰۴٬۶۳۳    |
| اسکندریه | ۲۹۹٬۴۵۵   | ۱۶٫۵۵ | ۲۱۲٬۲۵۷   | ۱۱٫۷۳ | ۵۷۱٬۷۷۲     | ۳۱٫۶۱ | ۳۸۸٬۰۵۱             | ۲۱٫۴۵ | ۲۹۲٬۶۴۸   | ۱۶٫۱۸ | ۴۴٬۹۱۳  | ۲٫۴۸  | ۱٬۸۰۹٬۰۹۶  |
| اسماعیلیه | ۹۲٬۶۳۳    | ۲۶٫۴۴ | ۵۲٬۳۷۷    | ۱۴٫۹۵ | ۷۱٬۶۷۹      | ۲۰٫۴۶ | ۵۹٬۶۹۷              | ۱۷٫۰۴ | ۶۵٬۹۸۸    | ۱۸٫۸۴ | ۷٬۹۵۹   | ۲٫۲۷  | ۳۵۰٬۳۳۲    |
| بحرالاحمر | ۱۴٬۶۶۰    | ۱۶٫۰۷ | ۱۷٬۹۷۰    | ۱۹٫۷۰ | ۲۲٬۳۱۳      | ۲۴٫۴۷ | ۱۶٬۰۷۰              | ۱۷٫۶۲ | ۱۸٬۱۹۱    | ۱۹٫۹۵ | ۱٬۹۹۷   | ۲٫۱۹  | ۹۱٬۲۰۱     |
| بحیره | ۳۹۲٬۵۸۸   | ۲۸٫۷۵ | ۱۷۱٬۵۱۵   | ۱۲٫۵۶ | ۱۹۶٬۳۸۰     | ۱۴٫۳۸ | ۳۳۴٬۲۹۳             | ۲۴٫۴۸ | ۲۴۳٬۲۹۲   | ۱۷٫۸۲ | ۲۷٬۴۳۶  | ۲٫۰۱  | ۱٬۳۶۵٬۵۰۴  |
| بنی‌سویف | ۲۶۰٬۳۰۳   | ۴۱٫۷۶ | ۱۱۹٬۷۶۸   | ۱۹٫۲۲ | ۴۸٬۴۹۳      | ۷٫۷۸  | ۱۲۲٬۰۱۶             | ۱۹٫۵۸ | ۵۷٬۶۶۱    | ۹٫۲۵  | ۱۵٬۰۳۵  | ۲٫۴۱  | ۶۲۳٬۲۷۶    |
| پورت سعید | ۳۵٬۰۸۷    | ۱۵٫۴۶ | ۳۵٬۴۸۵    | ۱۵٫۶۳ | ۹۱٬۷۴۷      | ۴۰٫۴۱ | ۲۸٬۵۴۴              | ۱۲٫۵۷ | ۳۲٬۱۵۵    | ۱۴٫۱۶ | ۴٬۰۰۷   | ۱٫۷۷  | ۲۲۷٬۰۲۵    |
| جیزه | ۵۹۹٬۸۵۸   | ۲۷٫۸۵ | ۳۷۲٬۷۹۵   | ۱۷٫۳۱ | ۴۷۴٬۰۱۱     | ۲۲٫۰۰ | ۴۲۳٬۱۲۷             | ۱۹٫۶۴ | ۲۳۶٬۱۳۲   | ۱۰٫۹۶ | ۴۸٬۱۹۹  | ۲٫۲۴  | ۲٬۱۵۴٬۱۲۲  |
| سینای جنوبی | ۴٬۸۹۵     | ۱۹٫۸۹ | ۴٬۰۶۷     | ۱۶٫۵۳ | ۳٬۶۴۸       | ۱۴٫۸۳ | ۴٬۳۰۰               | ۱۷٫۴۷ | ۶٬۹۰۷     | ۲۸٫۰۷ | ۷۹۰     | ۳٫۲۱  | ۲۴٬۶۰۷     |
| دقهلیه | ۳۸۹٬۴۵۱   | ۲۳٫۰۷ | ۴۲۰٬۰۰۸   | ۲۴٫۸۸ | ۳۹۳٬۹۷۲     | ۲۳٫۳۴ | ۲۴۷٬۹۱۶             | ۱۴٫۴۹ | ۱۹۹٬۶۴۰   | ۱۱٫۸۳ | ۳۷٬۰۹۰  | ۲٫۲۰  | ۱٬۶۸۸٬۰۷۷  |
| دمیاط | ۱۰۶٬۴۲۲   | ۲۳٫۶۴ | ۵۴٬۹۳۷    | ۱۲٫۲۰ | ۱۰۶٬۹۰۵     | ۲۳٫۷۵ | ۱۰۷٬۸۱۶             | ۲۳٫۹۵ | ۶۶٬۳۹۶    | ۱۴٫۵۷ | ۷٬۷۱۵   | ۱٫۷۱  | ۴۵۰٬۱۹۲    |
| سوئز | ۴۹٬۷۲۴    | ۲۳٫۹۴ | ۲۱٬۸۱۷    | ۱۰٫۵۰ | ۴۵٬۵۳۴      | ۲۱٫۹۲ | ۴۱٬۷۹۴              | ۲۰٫۱۲ | ۴۳٬۴۷۱    | ۲۰٫۹۳ | ۵٬۳۹۹   | ۲٫۶۰  | ۲۰۷٬۷۳۹    |
| سوهاج | ۲۰۲٬۵۵۴   | ۲۹٫۷۴ | ۱۷۷٬۴۱۸   | ۲۶٫۰۵ | ۴۷٬۳۶۳      | ۶٫۹۵  | ۱۳۶٬۱۷۴             | ۱۹٫۹۹ | ۱۰۰٬۰۳۵   | ۱۴٫۶۹ | ۱۷٬۵۵۵  | ۲٫۵۸  | ۶۸۱٬۰۹۹    |
| شرقیه | ۵۲۴٬۴۷۴   | ۳۲٫۱۸ | ۶۰۵٬۵۳۳   | ۳۷٫۱۶ | ۱۹۴٬۵۶۹     | ۱۱٫۹۴ | ۲۱۰٬۹۸۸             | ۱۲٫۹۵ | ۶۵٬۷۰۱    | ۴٫۰۳  | ۲۸٬۲۹۶  | ۱٫۷۴  | ۱٬۶۲۹٬۵۶۱  |
| سینای شمالی | ۳۲٬۴۳۱    | ۳۷٫۰۶ | ۸٬۴۷۰     | ۹٫۶۸  | ۷٬۶۱۶       | ۸٫۷۰  | ۱۵٬۸۳۰              | ۱۸٫۰۹ | ۲۰٬۹۳۷    | ۲۳٫۹۳ | ۲٬۲۲۱   | ۲٫۵۴  | ۸۷٬۵۰۵     |
| غربیه | ۲۲۰٬۰۵۹   | ۱۷٫۱۴ | ۳۹۸٬۲۳۸   | ۳۱٫۰۳ | ۲۹۳٬۲۲۰     | ۲۲٫۸۴ | ۱۹۸٬۱۰۸             | ۱۵٫۴۳ | ۱۴۳٬۱۰۸   | ۱۱٫۱۵ | ۳۰٬۸۵۰  | ۲٫۴۰  | ۱٬۲۸۳٬۵۸۳  |
| فیوم | ۲۸۹٬۴۸۵   | ۴۷٫۰۲ | ۷۵٬۰۸۴    | ۱۲٫۱۹ | ۳۷٬۸۸۲      | ۶٫۱۵  | ۱۶۸٬۶۰۱             | ۲۷٫۳۸ | ۳۲٬۵۵۸    | ۵٫۲۹  | ۱۲٬۱۰۰  | ۱٫۹۷  | ۶۱۵٬۷۱۰    |
| قاهره | ۶۰۴٬۳۷۲   | ۱۶٫۹۶ | ۹۳۳٬۹۹۵   | ۲۶٫۲۱ | ۹۸۸٬۷۹۵     | ۲۷٫۷۵ | ۵۶۱٬۱۴۷             | ۱۵٫۷۵ | ۳۸۷٬۱۶۲   | ۱۰٫۸۷ | ۸۷٬۸۲۷  | ۲٫۴۶  | ۳٬۵۶۳٬۲۹۸  |
| قلیوبیه | ۲۹۹٬۵۵۶   | ۲۲٫۸۰ | ۳۹۳٬۵۵۵   | ۲۹٫۹۵ | ۲۷۰٬۱۵۶     | ۲۰٫۵۶ | ۱۶۸٬۴۴۲             | ۱۲٫۸۲ | ۱۵۴٬۷۰۳   | ۱۱٫۷۷ | ۲۷٬۷۱۳  | ۲٫۱۱  | ۱٬۳۱۴٬۱۲۵  |
| قنا | ۹۷٬۲۶۸    | ۲۵٫۰۹ | ۸۳٬۸۵۸    | ۲۱٫۶۳ | ۴۲٬۲۷۷      | ۱۰٫۹۱ | ۷۸٬۷۷۹              | ۲۰٫۳۲ | ۷۵٬۹۲۹    | ۱۹٫۵۹ | ۹٬۵۱۴   | ۲٫۴۵  | ۳۸۷٬۶۲۵    |
| کفرشیخ | ۱۳۳٬۹۳۲   | ۱۷٫۱۰ | ۶۳٬۳۹۵    | ۸٫۰۹  | ۴۸۶٬۶۶۲     | ۶۲٫۱۳ | ۶۷٬۱۶۴              | ۸٫۵۷  | ۲۲٬۹۰۶    | ۲٫۹۲  | ۹٬۲۵۷   | ۱٫۱۸  | ۷۸۳٬۳۱۶    |
| منوفیه | ۲۰۳٬۵۰۱   | ۱۸٫۵۴ | ۵۸۶٬۳۴۵   | ۵۳٫۴۲ | ۱۰۵٬۷۲۷     | ۹٫۶۳  | ۱۴۳٬۲۳۸             | ۱۳٫۰۵ | ۳۵٬۱۸۰    | ۳٫۲۱  | ۲۳٬۶۵۶  | ۲٫۱۶  | ۱٬۰۹۷٬۶۴۷  |
| منیا | ۴۰۷٬۹۵۵   | ۴۲٫۲۳ | ۲۶۵٬۷۷۹   | ۲۷٫۵۱ | ۶۴٬۴۳۷      | ۶٫۶۷  | ۱۵۰٬۵۰۹             | ۱۵٫۵۸ | ۵۶٬۵۷۳    | ۵٫۸۶  | ۲۰٬۸۷۳  | ۲٫۱۶  | ۹۶۶٬۱۲۶    |
| مطروح | ۷٬۵۶۵     | ۳۲٫۰۱ | ۵۶۶       | ۲٫۳۹  | ۲۸۷         | ۱٫۲۱  | ۱۳٬۶۶۵              | ۵۷٫۸۱ | ۱٬۲۸۳     | ۵٫۴۳  | ۲۷۰     | ۱٫۱۴  | ۲۳٬۶۳۶     |
| وادی نو | ۱۴٬۴۵۴    | ۲۸٫۲۲ | ۶٬۲۵۲     | ۱۲٫۲۱ | ۷٬۱۵۸       | ۱۳٫۹۷ | ۱۲٬۷۰۴              | ۲۴٫۸۰ | ۸٬۸۹۷     | ۱۷٫۳۷ | ۱٬۷۵۹   | ۳٫۴۳  | ۵۱٬۲۲۴     |
| خارج | ۱۰۷٬۹۲۴   | ۳۰٫۹۲ | ۲۴٬۵۴۲    | ۷٫۰۳  | ۴۷٬۶۸۷      | ۱۳٫۶۶ | ۸۳٬۴۳۶              | ۲۳٫۹۱ | ۴۱٬۵۴۵    | ۱۱٫۹۰ | ۴۳٬۸۷۲  | ۱۲٫۵۷ | ۳۴۹٬۰۰۶    |
| مجموع | ۵٬۶۹۰٬۶۳۵ | ۲۴٫۸۶ | ۵٬۳۶۲٬۸۲۸ | ۲۳٫۴۳ | ۴٬۷۴۷٬۳۱۰   | ۲۰٫۷۴ | ۳٬۹۸۳٬۳۸۳           | ۱۷٫۴۰ | ۲۵۵٬۰۹۲   | ۱۱٫۱۶ | ۵۴۸٬۶۷۳ | ۲٫۴۰  | ۲۲٬۸۸۷٬۹۲۱ |
| |           |       |           |       |             |       |                     |       |           |       |         |       |            |
| Source: Judges for Egypt There is a difference estimated at half a million votes between the statistics of the total of judges for Egypt and the official figures of the Supreme Committee for Elections. |           |       |           |       |             |       |                     |       |           |       |         |       |            |

### دور دوم
| اسوان       | ۳۱۷٬۴۲۴    | ۷٬۷۷۶   | ۳۷٫۹  | ۱۶۴٬۸۲۶    | ۵۱٫۹ | ۱۵۲٬۵۹۸    | ۴۸٫۱ |  |  |  |  |  |  |
| اسیوط       | ۹۰۱٬۵۳۹    | ۲۶٬۸۳۷  | ۴۴٫۶  | ۵۵۴٬۵۱۹    | ۶۱٫۵ | ۳۴۷٬۰۲۰    | ۳۸٫۵ |  |  |  |  |  |  |
| اقصر        | ۲۶۴٬۳۵۳    | ۶٬۷۸۱   | ۴۰٫۳  | ۱۲۴٬۱۲۰    | ۴۷٫۰ | ۱۴۰٬۲۳۳    | ۵۳٫۰ |  |  |  |  |  |  |
| اسکندریه    | ۱٬۶۸۷٬۱۴۸  | ۷۶٬۲۷۴  | ۵۳٫۷  | ۹۷۰٬۱۳۱    | ۵۷٫۵ | ۷۱۷٬۰۱۷    | ۴۲٫۵ |  |  |  |  |  |  |
| اسماعیلیه   | ۳۷۶٬۵۷۶    | ۱۱٬۶۴۲  | ۵۵٫۵  | ۲۰۴٬۳۰۷    | ۵۴٫۳ | ۱۷۲٬۲۶۹    | ۴۵٫۷ |  |  |  |  |  |  |
| بحرالاحمر   | ۹۴٬۷۹۱     | ۲٬۶۸۷   | ۴۳٫۵  | ۴۶٬۸۰۳     | ۴۹٫۴ | ۴۷٬۹۸۸     | ۵۰٫۶ |  |  |  |  |  |  |
| بحیره       | ۱٬۵۴۸٬۲۷۱  | ۴۵٬۰۴۳  | ۴۹٫۴  | ۹۰۷٬۳۷۷    | ۵۸٫۶ | ۶۴۰٬۸۹۴    | ۴۱٫۴ |  |  |  |  |  |  |
| بنی‌سویف     | ۷۷۰٬۳۴۲    | ۲۴٬۲۶۱  | ۵۵٫۹  | ۵۱۲٬۰۷۹    | ۶۶٫۵ | ۲۵۸٬۲۶۳    | ۳۳٫۵ |  |  |  |  |  |  |
| پورت سعید   | ۲۳۹٬۸۹۰    | ۱۳٬۵۷۷  | ۵۸٫۱  | ۱۰۹٬۷۶۸    | ۴۵٫۸ | ۱۳۰٬۱۲۲    | ۵۴٫۲ |  |  |  |  |  |  |
| جیزه        | ۲٬۲۶۳٬۴۲۵  | ۸۲٬۲۶۳  | ۵۴٫۸  | ۱٬۳۵۱٬۵۲۶  | ۵۹٫۷ | ۹۱۱٬۸۹۹    | ۴۰٫۳ |  |  |  |  |  |  |
| سینای جنوبی | ۲۴٬۷۴۲     | ۷۳۳     | ۴۰٫۸  | ۱۲٬۲۸۶     | ۴۹٫۷ | ۱۲٬۴۵۶     | ۵۰٫۳ |  |  |  |  |  |  |
| دقهلیه      | ۱٬۹۰۴٬۷۴۴  | ۵۱٬۲۴۳  | ۵۳٫۳  | ۸۴۵٬۳۹۰    | ۴۴٫۴ | ۱٬۰۵۹٬۳۵۴  | ۵۵٫۶ |  |  |  |  |  |  |
| دمیاط       | ۴۶۱٬۴۰۳    | ۱۴٬۵۶۹  | ۵۵٫۹  | ۲۵۸٬۴۷۵    | ۵۶٫۰ | ۲۰۲٬۹۲۸    | ۴۴٫۰ |  |  |  |  |  |  |
| سوئز        | ۲۰۵٬۹۶۳    | ۷٬۵۵۰   | ۵۶٫۰  | ۱۲۹٬۲۲۹    | ۶۲٫۷ | ۷۶٬۷۳۴     | ۳۷٫۳ |  |  |  |  |  |  |
| سوهاج       | ۹۱۲٬۸۵۳    | ۲۶٬۱۰۳  | ۴۰٫۱  | ۵۳۱٬۶۳۶    | ۵۸٫۲ | ۳۸۱٬۲۱۷    | ۴۱٫۸ |  |  |  |  |  |  |
| شرقیه       | ۱٬۹۲۸٬۲۱۶  | ۵۰٬۰۷۰  | ۵۶٫۶  | ۸۸۱٬۵۸۱    | ۴۵٫۷ | ۱٬۰۴۶٬۶۳۵  | ۵۴٫۳ |  |  |  |  |  |  |
| سینای شمالی | ۹۴٬۹۶۴     | ۲٬۴۰۱   | ۴۶٫۹  | ۵۸٬۴۱۵     | ۶۱٫۵ | ۳۶٬۵۴۹     | ۳۸٫۵ |  |  |  |  |  |  |
| غربیه       | ۱٬۵۷۵٬۸۸۳  | ۴۵٬۱۰۳  | ۵۵٫۸  | ۵۸۳٬۷۴۸    | ۳۷٫۰ | ۹۹۲٬۱۳۵    | ۶۳٫۰ |  |  |  |  |  |  |
| فیوم        | ۷۶۱٬۳۳۰    | ۲۳٬۰۹۱  | ۵۰٫۶  | ۵۹۱٬۹۹۵    | ۷۷٫۸ | ۱۶۹٬۳۳۵    | ۲۲٫۲ |  |  |  |  |  |  |
| قاهره       | ۳٬۳۹۹٬۱۱۰  | ۱۵۸٬۶۸۷ | ۵۴٫۸  | ۱٬۵۰۵٬۱۰۳  | ۴۴٫۳ | ۱٬۸۹۴٬۰۰۷  | ۵۵٫۷ |  |  |  |  |  |  |
| قلیوبیه     | ۱٬۴۶۰٬۵۳۷  | ۴۲٬۵۶۲  | ۵۷٫۹  | ۶۰۹٬۲۵۳    | ۴۱٫۷ | ۸۵۱٬۲۸۴    | ۵۸٫۳ |  |  |  |  |  |  |
| قنا         | ۵۱۴٬۰۸۹    | ۱۵٬۱۷۹  | ۳۳٫۱  | ۲۸۵٬۸۹۴    | ۵۵٫۶ | ۲۲۸٬۱۹۵    | ۴۴٫۴ |  |  |  |  |  |  |
| کفرشیخ      | ۷۶۸٬۰۰۵    | ۲۳٬۲۲۳  | ۴۲٫۶  | ۴۲۵٬۵۱۴    | ۵۵٫۴ | ۳۴۲٬۴۹۱    | ۴۴٫۶ |  |  |  |  |  |  |
| منوفیه      | ۱٬۳۲۳٬۲۶۵  | ۳۳٬۹۴۹  | ۶۱٫۵  | ۳۷۶٬۶۷۷    | ۲۸٫۵ | ۹۴۶٬۵۸۸    | ۷۱٫۵ |  |  |  |  |  |  |
| منیا        | ۱٬۳۳۲٬۶۷۷  | ۴۳٬۶۰۷  | ۵۱٫۸  | ۸۵۸٬۵۵۷    | ۶۴٫۴ | ۴۷۴٬۱۲۰    | ۳۵٫۶ |  |  |  |  |  |  |
| مطروح       | ۸۱٬۲۴۲     | ۱٬۶۲۹   | ۴۰٫۶  | ۶۵٬۰۹۵     | ۸۰٫۱ | ۱۶٬۱۴۷     | ۱۹٫۹ |  |  |  |  |  |  |
| وادی نو     | ۶۳٬۰۰۹     | ۱٬۳۲۰   | ۴۵٫۴  | ۳۹٬۹۳۴     | ۶۳٫۴ | ۲۳٬۰۷۵     | ۳۶٫۶ |  |  |  |  |  |  |
| خارج مصر    | ۳۰۱٬۷۲۰    | ۵٬۰۹۲   |       | ۲۲۵٬۸۹۳    | ۷۴٬۹ | ۷۵٬۸۲۷     | ۲۵٫۱ |  |  |  |  |  |  |
| مجموع       | ۲۵٬۵۷۷٬۵۱۱ | ۸۴۳٬۲۵۲ | ۵۱٫۸۵ | ۱۳٬۲۳۰٬۱۳۱ | ۵۱٫۷ | ۱۲٬۳۴۷٬۳۸۰ | ۴۸٫۳ |  |  |  |  |  |  |
|             |            |         |       |            |      |            |      |  |  |  |  |  |  |
| منبع:       |            |         |       |            |      |            |      |  |  |  |  |  |  |

## واکنش‌ها

### درونی

#### محمد مرسی
نامزد پیروز انتخابات پس از اعلام نتایج از اخوان‌المسلمین مصر و حزب آزادی و عدالت جدا شد و مستقل گردید.

#### مردم
نتایج که قراربود پنجشنبه اعلام شود، به یکشنبه موکول شد. در ضمن مجلس مصر نیز که در انتخابات سال ۱۳۹۰ برگزیده شده‌بود را شورای نظامی و دادگاه عالی قانون اساسی مصر منحل کردند. حدود دوسوم مجلس دست اسلامگرایان و نزدیک به نیمیش دست آزادی و عدالت بود.
در این میان ترس مردم از تقلب در انتخابات زیاد شد.
در ضمن در همین بازه شورای عالی نیروهای مسلح که حکومت را در دست داشت متممی برای قانون اساسی تصویب کرد و بخشی مهم از اختیارهای رئیس‌جمهور را به دست گرفت. در ضمن اختیارهای مجلس منحله را نیز از قبیل قانون‌گذاری برای خود برداشت.
حزب آزادی و عدالت همراه دیگر گروه‌ها بست‌نشستی نامحدود در میدان تحریر قاهره راه انداختند و گفتند تا لغو متمم و احیای مجلس و اعلام پیروزی مرسی نخواهند رفت.
پس از اعلام نتایج میدان آزادی قاهره سرشار از جمعیت شد و کاملاً از طرفداران مرسی پر شد که به شادی می‌پرداختند.

#### شورای عالی نظامی
- فیلدمارشال (بزرگ‌ارتشبد) محمد حسین طنطاوی رئیس نیروهای مسلح پیروزی مرسی را به او تبریک گفت.[۲۰][۲۱]

### بیرونی
- نخستین کشوری که به مرسی تبریک گفت جمهوری اسلامی ایران بود. وزارت امور خارجه ایران به محمد مرسی پیش از دیگران تبریک گفت.[۲۲][۲۳]

نیز محمود احمدی‌نژاد رئیس‌جمهوری ایران انتخاب مرسی را تبریک گفت.
- فلسطین

مردم غزه به خیابان ریختند و به شادی پرداختند
اسماعیل هنیه در تماسی تلفنی با مرسی پیروزی او را تبریک گفت. نیز محمود زهار پیروزی مرسی را لحظه‌ای تاریخ و بزرگ خواند و از آن اظهار خرسندی کرد.
- اسرائیل نتانیاهو نخست‌وزیر اسراییل به وزیرانش دستور داد که در این باره سکوت کنند.[۲۸]

رسانه‌های اسراییلی با اعلام خبر پیروزی مرسی اذعان نگرانی و ناخشنودی کردند، زیرا مرسی آیندهٔ روابط اسراییل و مصر را به خطر می‌اندازد.
- سوریه: جهاد مقدسی سخنگوی وزارت خارجهٔ سوریه انتخابات را به مصر تبریک گفت و آرزو کرد گوارایشان باد.[۳۱]
- لبنان

حزب‌الله لبنان در بیانیه‌ای که از شبکهٔ المنار پخش شد «دستاورد بزرگ را از صمیم قلب» به مصر تبریک گفت و برایش آرزوی موفقیت کرد.

## پی‌نوشت و منبع
1. ↑  «Egypt sets presidential election rules». BBC. ۱۰ بهمن ۱۳۹۰.
2. ↑  «منع حضور سران رژیم مبارک در انتخابات». خبرگزاری آفتاب. ۲۲ فروردین ۱۳۹۱.[پیوند مرده]
3. ↑  «المرشحون لرئاسة جمهوریة مصر العربیة 2012». وبگاه رسمی انتخابات ریاست‌جمهوری مصر ۱۳۹۱. ۷ اردیبهشت ۱۳۹۱. بایگانی‌شده از اصلی در ۵ مه ۲۰۱۲. دریافت‌شده در ۲۶ آوریل ۲۰۱۲.
4. ↑  «کمیته انتخابات ریاست‌جمهوری مصر لیست نهایی نامزدها را اعلام کرد». خبرگزاری فارس. ۷ اردیبهشت ۱۳۹۱.
5. ↑  «المتقدمون للترشح لرئاسة جمهوریة مصر العربیة 2012». کارگروه انتخابات. بایگانی‌شده از اصلی در ۵ مه ۲۰۱۲. دریافت‌شده در ۲۶ آوریل ۲۰۱۲.
6. ↑  «Electoral commission upholds ban on 10 presidential candidates». اهرام آنلاین. سه‌شنبه ‎۲۹ فروردین ۱۳۹۱. تاریخ وارد شده در |تاریخ= را بررسی کنید (کمک)
7. ↑  «Salafi presidential hopeful wants Shura Council abolished». مصر مستقل. ‎۶ بهمن ۱۳۹۰. دریافت‌شده در ‎۲۹ بهمن ۱۳۹۰. تاریخ وارد شده در |تاریخ دسترسی=،|تاریخ= را بررسی کنید (کمک)
8. ↑  Mayton، Joseph (‎۲۲ بهمن ۱۳۹۰). «Egypt's presidential hopeful Abu Ismail says Islam gives no freedom». Bikya Masr. دریافت‌شده در ‎۲۹ بهمن ۱۳۹۰. تاریخ وارد شده در |تاریخ دسترسی=،|تاریخ= را بررسی کنید (کمک)
9. ↑  أالبرادعی یرشح نفسه لرئاسة الجمهوریة.
10. ↑  البرادعی یقرر الانسحاب من خوض انتخابات الرئاسة بایگانی‌شده  در ۲ مه ۲۰۱۲ توسط Wayback Machine.
11. ↑  باسم خفاجی یعلن من الیوم السابع ترشحه رسمیا للرئاسة کإسلامی مستقل بایگانی‌شده  در ۵ مه ۲۰۱۲ توسط Wayback Machine. بوابة الأهرام، 2012-7-5. وصل لهذا المسار فی 12 مارس 2012.
12. ↑  انسحبت من الرئاسة لأن هناک محاولات للانقلاب علی إرادة الشعب[پیوند مرده]
13. ↑  أ ش أ، منصور حسن یعلن ترشحه رسمیا لرئاسة الجمهوریة.. وتفاصیل برنامجه مساء الیوم. بوابة الأهرام، 2012-7-3. وصل لهذا المسار فی 8 مارس 2012.
14. ↑  منصور حسن یعلن انسحابه من سباق رئاسة الجمهوریة بایگانی‌شده  در ۴ مه ۲۰۱۲ توسط Wayback Machine.
15. ↑  «تکمیلی/جدال نامزد اسلامگرایان با وارثان مبارک در دوم؛ اعلام نتایج رسمی نهایی انتخابات مصر به تفکیک آرای نامزدها». خبرگزاری فارس. ۸ خرداد ۱۳۹۱.
16. ↑  «"بوابة الأهرام" تنشر بالتفصیل نص نتیجة انتخابات الرئاسة». درگاه اهرام. ۴ تیر ۱۳۹۱.
17. ↑  "الانتخابات الرئاسیة ۲۰۱۲ - الموقع الرسمی للجنة الانتخابات الرئاسیة". Archived from the original on 6 July 2012. Retrieved 4 July 2012.
18. ↑  «"الإخوان المسلمون" تعلن انتهاء عضویة مرسی بالجماعة». درگاه الاهرام. ۴ تیر ۱۳۹۱.
19. ↑  «شادی در میدان التحریر/ اشک شوق مصری‌ها از پیروزی بر ژنرال+فیلم». خبرگزاری فارس. ۴ تیر ۱۳۹۱.
20. ↑  «طنطاوی پیروزی "محمد مرسی" در انتخابات مصر را تبریک گفت». خبرگزاری فارس. ۴ تیر ۱۳۹۱.
21. ↑  «المشیر یهنئ الرئیس المنتخب محمد مرسی». درگاه اهرام. ۴ تیر ۱۳۹۱.
22. ↑  اخبار شبکه العالم، ساعت ۲۰ به وقت تهران
23. ↑  «ایران پیروزی مرسی را تبریک گفت/عزم راسخ ملت مصر برای تحقق آرمان‌های عدالتخواهانه». خبرگزاری فارس. ۴ تیر ۱۳۹۱.
24. ↑  «دکتر احمدی‌نژاد انتخاب محمدمرسی بعنوان رئیس جمهور منتخب جمهوری عربی مصر را تبریک گفت». ریاست جمهوری اسلامی ایران. ۵ تیر ۱۳۹۱. بایگانی‌شده از اصلی در ۲۹ ژوئن ۲۰۱۲. دریافت‌شده در ۲۵ ژوئن ۲۰۱۲.
25. ↑  «شادی مردم غزه از پیروزی مرسی در انتخابات مصر». خبرگزاری فارس به نقل از خبرگزاری فرانسه. ۴ تیر ۱۳۹۱.
26. ↑  «"اسماعیل هنیة" و جنبش جهاد اسلامی فلسطین پیروزی مرسی را تبریک گفتند». خبرگزاری فارس. ۴ تیر ۱۳۹۱.
27. ↑  «حماس: پیروزی "محمد مرسی" شکستی برای طرح عادی‌سازی روابط با اسرائیل است». خبرگزاری فارس به نقل از خبرگزاری فرانسه. ۴ تیر ۱۳۹۱.
28. ↑  «دستور نتانیاهو برای سکوت وزرا مقابل رئیس‌جمهور اسلامگرای مصر». خبرگزاری فارس. ۴ تیر ۱۳۹۱.
29. ↑  «الإعلام الإسرائیلی: تل أبیب متوجسة من الرئیس "المجهول"». درگاه اهرام. ۴ تیر ۱۳۹۱.
30. ↑  «یدیعوت آحارونوت: مصر به ایرانی دیگر تبدیل می‌شود». خبرگزاری فارس. ۴ تیر ۱۳۹۱.
31. ↑  «تبریک سوریه به مردم مصر/ آرزوی موفقیت دمشق برای محمد مرسی». خبرگزاری فارس. ۴ تیر ۱۳۹۱.
32. ↑  «به مناسبت پیروزی محمدمرسی؛ حزب‌الله: انتخابات مصر دستاورد بزرگی در مسیر تحقق اهداف انقلاب بود». خبرگزاری فارس. ۴ تیر ۱۳۹۱.